# Старина (водосховище)
Старина (Starina) — водосховище на річці Ціроха; місце розташування — округ Снина.
Площа водної поверхні 3,11 км2; висота над рівнем моря 338 метрів. Збудоване в 1981—1988 роках. Розташоване біля села Стащин.